# Майстри наукової фантастики: Ідеальна втеча
Майстри наукової фантастики: Ідеальна втеча (англ. Masters of Science Fiction: A Clean Escape) — перша серія постапокаліптичного серіалу режисера Марка Райделла «Майстри наукової фантастики». Прем'єра відбулася 2007 року.
Є адаптацією оповідання Джона Кессела «Ідеальна втеча» (англ. A Clean Escape) про постапокаліптичне майбутнє, в якому психіатр (Девіс) намагається допомогти пацієнту (Вотерстону) оговтатися від проблем із пам'яттю.

## Опис фільму
Доктор Діана Еванс — психіатр, що лікує Роберта Гевелмана, у якого втрата пам'яті. Вона лікує його багато місяців, але кожна зустріч є новою для пацієнта, оскільки він може згадати тільки те, що сталося протягом минулих сорока хвилин. Гевелману за шістдесят, але в його уяві йому 41 рік, і він глава електронної фірми, що робить секретну роботу для Пентагону. Він переконаний, що залишив свою дружину і дітей вранці та пішов на роботу — і просто не вірить Еванс, коли вона говорить йому, що це відбулося 24 років тому. Відчуваючи, що вона робить великий прогрес, Еванс вирішує використовувати більш агресивну тактику, щоб відновити його пам'ять і змусити його усвідомити трагедію, за яку він відповідає.

## Список акторів
- Стівен Гокінг — Грає самого себе
- Сем Вотерстон — Гевелман
- Джуді Девіс — Доктор Діана Еванс
- Еллісон Хоссак — Келлі Проскі
- Том Батлер — Воррен Ґеслоу
- Роберт Молоні — Пірс
- Теренс Келлі — Голдстоуна
- Гаррі Мел — Загальна
- Пітер Брайант — Доктор Гевін
- МакКуі Келлі — Клер
- Пітер Холл — Нік
- Бурклі Дуффілд — Буде
- Камуар Теа — Мансур
- Мала Кухарі — Технік